# Orpington
Orpington – miasto Londynu, leżąca w gminie London Borough of Bromley. W 2011 miasto liczyło 15311 mieszkańców. Orpington jest wspomniana w Domesday Book (1086) jako Orpinton/Orpintun.